# Jupiter (gyár)
A Jupiter (ukránul: Завод «Юпітер») elhagyatott elektrotechnikai üzem a csernobili zónában, Pripjaty város külső határában.

## Története
A gyárat 1980-ban nyitották meg, mivel sok egyetemi végzettségű ember élt itt, a második legnagyobb munkaadó volt az atomerőmű után. A gyár 3500 embert foglalkoztatott, kazettás magnetofonokat, háztartási készülékekhez alkatrészeket gyártottak, valamint katonai rendeltetésű alkatrészeket is gyártott. A gyár tesztműhelyében új anyagokat és különféle robotrendszereket kísérleteztek ki. A kijevi Majak elektrotechnikai gyár üzemegységeként működött.
A csernobili katasztrófa után a gyár a pripjatyi Szpecatom vállalat tulajdonába került és radiológiai laboratóriummá vált, ahol különböző dekontaminációs technikák tesztelését hajtották végre, és dozimetriai eszközöket fejlesztettek ki. A gyár 1996-ig működött. A radioaktív szennyezés szintje több esetben meghaladja a biztonságos szintet, különösen az alagsorban.